# Eva Leiter
Eva Leiter (* 4. September 1922 in Wien) ist eine österreichische Schauspielerin und Tänzerin.

## Leben
Eva Leiter machte eine Ausbildung in Ballett und Klavierspiel. Sie war zu Silvester 1937 als „Pikkolo“ in der Fledermaus erstmals an der Wiener Staatsoper zu sehen. Bis 1944 kam sie als Tänzerin in über 90 Staatsopern-Vorstellungen zum Einsatz. Leiter heiratete zunächst den Schauspieler Siegfried Breuer.
Gemeinsam mit Fred Kraus, Gunther Philipp und Peter Wehle gründete sie 1948 die Kabarettgruppe Die kleinen Vier. Nach einem Auftritt beim Bayerischen Rundfunk im Jahr 1949 gingen die Kleinen Vier auf eine Tournee durch Westdeutschland. Eva Leiter übernahm zudem Nebenrollen in vier Spielfilmen, die 1950 und 1951 in die Kinos kamen. Nach der Trennung von Siegfried Breuer heiratete sie 1952 den Filmproduzenten Herbert Gruber und zog sich aus dem Schauspielberuf zurück.

## Filmografie
- 1950: Jetzt schlägt’s 13 (Es schlägt 13)
- 1950: Schuß durchs Fenster
- 1950: Seitensprünge im Schnee
- 1951: Wien tanzt